# Armisticio de Malmoe
Armisticio de Malmoe es el nombre por el que se conoce el documento suscrito por los gobiernos de Prusia y Dinamarca durante una convención en la ciudad sueca de Malmoe (o Malmö) y que supuso un alto el fuego durante la primera guerra de Schleswig.

## Antecedentes
Durante el periodo conocido como la Primavera de los Pueblos, muchos alemanes habitaban en los ducados de Schleswig, Sajonia-Lauenburgo y Holstein, por aquel entonces bajo autoridad danesa
Con la llegada al trono de Dinamarca de Federico VII y la promulgación de una nueva Constitución que anexionaba los tres ducados, el ministro de exteriores pruso Arnim-Suckow, presionó al rey de Prusia, Federico Guillermo IV para que interviniese. Antes de que el gobierno prusiano hiciese ningún movimiento serio más que la muestra pública de su descontento frente a la decisión de Dinamarca, esta se anexionó el Ducado de Schleswig el 21 de marzo de 1848. Ante esta situación, los habitantes germanos de Holstein y Sajonia-Lauenburgo se rebelaron contra las autoridades, tomaron el gobierno de ambos ducados formando un gobierno provisional y retiraron las funciones al rey de Dinamarca, aunque no fue despojado de sus títulos oficialmente.
El gobierno provisional de Holstein y Sajonia-Lauenburgo en Kiel fue reconocido por la confederación Germánica (confederación a la que ya pertenecían anteriormente), la cual consideró Schleswig como territorio alemán ocupado por Dinamarca (de hecho, Schleswig votó al Parlamento de Fráncfort).
El 23 de abril de 1848, un ejército de intervención de la Confederación Germánica capitaneado y nutrido esencialmente por tropas prusianas ocuparon Schleswig, suponiendo la primera invasión militar de la guerra, que estaba declarada desde el mes de marzo.

## Contexto histórico
Con la invasión alemana de Schleswig, el equilibrio de poder en la zona del mar del Norte se veía roto, por lo que el Reino Unido negoció con el gobierno prusiano para evitar el avance contra su aliado danés. Para finales de mayo, las tropas alemanas se habían retirado a zonas del sur del ducado para mejorar las negociaciones, aspecto por lo que el Parlamento de Fráncfort elevó una sonora queja al gobierno prusiano.
Rusia aceleró el proceso de negociaciones ante la amenaza de hacer una intervención a Prusia, pues estaba preocupada por el equilibrio de poderes en el mar Báltico.

### Injerencias extranjeras
El avance germano sobre Dinamarca fue visto con recelo por los países de la esfera, pues este acto podía suponer un mayor peso de la Confederación Germánica en los mares del Norte y Báltico. Además, Francia también se preocupó por la posible incorporación de más territorios a la Confederación liderada por Prusia, que le hacía un enemigo cada vez más poderoso.
Los países que, frente a esta situación, intervinieron directamente fueron el Reino Unido y Rusia, ambos aliados de Dinamarca, cada uno a su manera y por sus propios intereses.

#### Reino Unido
El gobierno del imperio británico, liderado por Lord Palmerston se metió en el asunto con la finalidad de cesar las hostilidades antes de estas fuesen a más y supusiesen un clima bélico en una zona con salida al mar del Norte, lo que a la larga podría suponer un peligro para la seguridad de las costas de Gran Bretaña. Además, si su aliado danés era profundamente debilitado, no serviría como agente de contención frente a Rusia.
Aunque no amenazaron directamente a Prusia, los británicos movilizaron una flota para que realizase maniobras en el mar del Norte.

#### Rusia
Por su parte, el Imperio ruso veía en esta posible guerra entre Dinamarca y la Confederación Germánica una eventual dominación alemana en el Bósforo del Norte (forma en la que los rusos llamaban a los estrechos daneses), lo que relegaría su comercio marítimo desastrosamente y aumentaría el poder de Prusia sobre ellos.
Si la presión del Reino Unido fue esencialmente diplomática y política, Rusia dispuso presiones diplomáticas que pronto degeneraron en amenazas directas de ingresar a la guerra contra la Confederación germánica para salvaguardar sus intereses geoestratégicos. El gobierno del zar llegó a movilizar tropas hacia la frontera ruso-prusiana.

#### Reacción prusiana
El gobierno prusiano de Ludolf Camphausen, temeroso de una intervención rusa en suelo prusiano para la que creían no estar preparados, decidió asumir y seguir la vía diplomática propuesta por Reino Unido pues, en ese momento, la Confederación Germánica había ganado territorialmente Holstein (donde se encontraban las tropas de intervención aguantando el avance danés) y Sajonia-Lauenburgo; aunque los daneses les habían expulsado de Schleswig. Durante el verano declararon un alto el fuego de manera unilateral, informando a los daneses de que ellos cesarían las hostilidades mientras durasen las negociaciones.

## Convención de Malmoe
Finalmente, durante la convención del Malmoe en la que estaban representados, aparte de Dinamarca y la Confederación Germánica, Rusia, Reino Unido, Francia y la propia Suecia, el 26 de agosto de 1848, los comisionados de ambos países, Holger Reedtz por Dinamarca y el mariscal prusiano von Wrangel por la Confederación Germánica firmaron el tratado, cesando las hostilidades.

## Duración del acuerdo
El acuerdo no tuvo una duración muy larga, el 10 de julio de 1849, Dinamarca rompió el acuerdo al atacar a los alemanes, ya había declarado no respetar la decisión el 22 de febrero de ese año, decisión ratificada por su parlamento el 3 de abril.
Anteriormente, el 18 de septiembre de 1848, el Parlamento de Fráncfort había rechazado ratificar el tratado, mostrándose favorable a aumentar la inversión militar para la guerra contra Dinamarca, algo con lo que el mariscal von Wrangel estaba de acuerdo, si bien la estancación del propio parlamento y la negativa del rey de Prusia hicieron que al final se respetase el armisticio hasta que los daneses lo rompieron.